# Florijan Andrašec
Florijan Andrašec (Dekanovec, 1888. – Dekanovec 1962.) bio je hrvatski pučki pjesnik i melograf.

## Životopis
Rođen je kao drugo od devetoro djece Matije i Terezije Andrašec. Osnovno školovanje stekao je u Dekanovcu i Maloj Kaniži, naselju u susjednoj Mađarskoj. Zatim je naukovao bačvarski zanat. Ranjen je u Prvom svjetskom ratu i pušten iz vojske 1916. godine.
Pokazavši glazbenu i pjesničku nadarenost, Andrašec je privukao pozornost etnomuzikologa prof. dr. Vinka Žganeca te postao njegova desna ruka u prikupljanju (zapisivanju i snimanju) narodnih pjesmi i običaja. Uz to, i sam je plodno stvarao. Na preporuku Vinka Žganeca školovao se za orguljaša u Celju. Bio je zborovođa, orguljaš i kapelnik limene glazbe koju je osnovao. Naučio je svirati velik broj instrumenata. Surađivao je sa skladateljem Krstom Odakom na operi "Dorica pleše" inspriranoj međimurskom glazbom.
Tijekom života pisao je pjesme koje su objavljene u zbirci Međimurske fijolice iz 1953. godine, zatim spjevove, pripovijesti, pučke kalendare i novinske članke. Od izvornih narodnih međimurskih popijevaka zapisao je njih oko 300. Veliki dio njegovih radova sačuvan je samo u rukopisnom obliku. Bio je nadaren i za slikanje, klesanje i rezbarenje, pa se povremneno bavio i time. Između ostalog, izradio je glavni oltar od mramora za crkvu u Dekanovcu.
Florijan Andrašec svestrana je osobnost međimurske narodne kulture. 
Ukazivanjem na Andrašecovu vrijednost u korpusu međimurske kulture bavi se publicist Siniša Golub, a knjigu na temu njegova života i djela objavio je prof. dr. Zvonimir Bartolić.
Genealogiju obitelji Andrašec proučavao je franjevac Svetislav Stjepan Krnjak i objavio studiju "Rodoslovlje obitelji Andrašec" 1990. godine.
U njegovom rodnom mjestu održavaju se tri kulturne manifestacije njemu u čast: Glazbena večer kantora Florijana Andrašeca, Furjonova zviezda, te Filorijan i ja.

## Vanjske poveznice
- Članak u Hrvatskoj enciklopediji Leksikografskog zavoda Miroslav Krleža
- Članak u Hrvatskom biografskom leksikonu